# 심학초등학교
심학초등학교는 대한민국 경기도 파주시 동패동에 있는 공립 초등학교이다.

## 학교 연혁
- 1946년 12월 11일 청석국민학교 산남분교 설립
- 1955년 4월 1일 심학국민학교로 개교(제53회)
- 1983년 3월 4일 심학국민학교 병설 유치원 개원
- 1996년 3월 1일 심학초등학교로 개명
- 1997년 12월 1일 도서실, 컴퓨터실 2개교실 증축
- 2001년 8월 29일 3층교실 증축(5교실)
- 2001년 10월 4일 12학급 편성
- 2002년 5월 13일 급식실 준공
- 2003년 3월 1일 학구변동으로 6학급 편성
- 2004년 3월 1일 시지정 독서교육시범학교 운영
- 2009년 3월 1일 경기도교육청지정 Cyber교육 시범학교 운영
- 2012년 3월 2일 신입생 입학식(7학급 편성)
- 2012년 9월 1일 제18대 황춘기 교장 취임
- 2015년 2월 13일 제60회 졸업식(졸업생 총 누계 2,517명)
- 2015년 3월 2일 신입생 입학식(1학급 편성)
- 2016년 3월 1일 경기도교육청지정 SW교육선도학교, 교과특성화학교 운영
- 2016년 3월 1일 경기도교육청지정 초등자율체육체험교실 운영
- 2017년 2월 10일 제62회 졸업식(졸업생 총 2,552명)
- 2017년 3월 1일 제20대 권화자 교장 부임
- 2017년 3월 2일 신입생 입학식(6학급 편성)